# Uraeotyphlus narayani
Espèce
Statut de conservation UICN

 DD  : Données insuffisantes
Uraeotyphlus narayani est une espèce de gymnophiones de la famille des Ichthyophiidae.

## Répartition
Cette espèce est endémique du Kerala en Inde. Elle se rencontre de 100 à 700 m d'altitude dans les Ghâts occidentaux.

## Étymologie
Cette espèce est nommée en l'honneur de C.R. Narayan Rao.

## Publication originale
- Seshachar, 1939 : On a new species of Uraeotyphlus from South India. Proceedings of the Indian Academy of Sciences. Section B, vol. 9, p. 224-228.